# خورشیدگرفتگی ۱ سپتامبر ۱۹۵۱
خورشیدگرفتگی ۱ سپتامبر ۱۹۵۱ (به انگلیسی: Solar eclipse of September 1, 1951) یک خورشیدگرفتگی از نوع خورشیدگرفتگی حلقه‌ای است. این خورشیدگرفتگی در تاریخ ۱ سپتامبر ۱۹۵۱ میلادی (‎۹ شهریور ۱۳۳۰ خورشیدی) روی داد که زمان اوج آن، ساعت ۱۲:۵۱:۵۱ به‌وقت ساعت هماهنگ جهانی بوده‌است. مدت زمان و طول این خورشیدگرفتگی ۲ دقیقه و ۳۶ ثانیه بود.